# Автостанція «Глухів»
Автостанція «Глухів» — автостанція для автобусних приміських, міжміських та міжнародних перевезень розташований у місті Глухів за адресою: майдан Соборний, 2, м. Глухів, Сумська обл.
Вокзал станції працює: з 03:00-22:00 (щоденно).

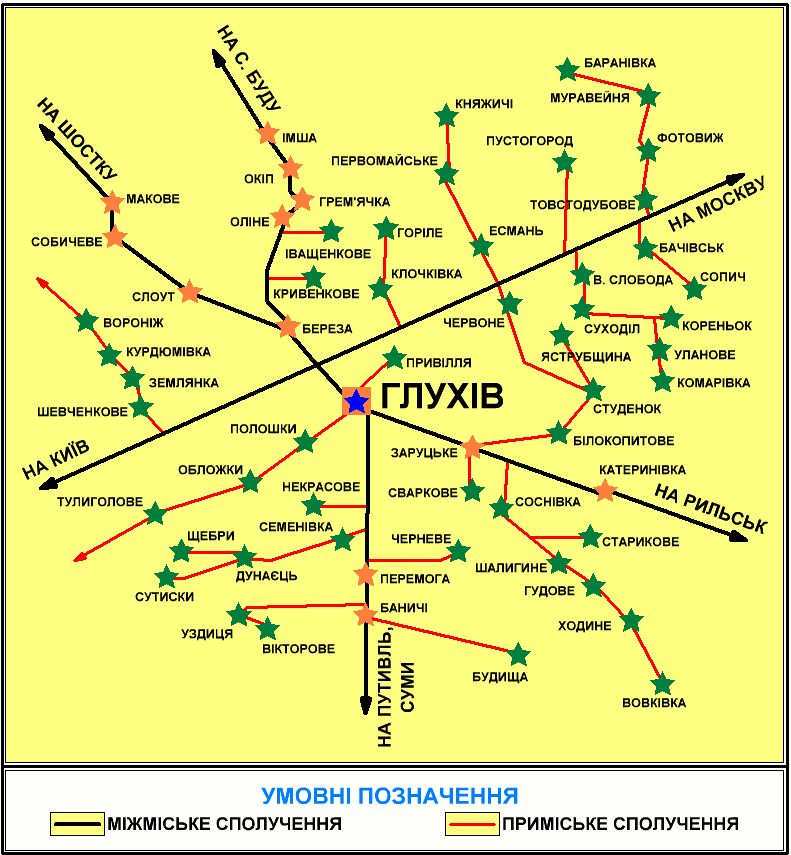
Схема міжміських та приміських шляхів сполучення по АС Глухів

## Історія
Глухівська автобусна станція складається з вокзалу, будівництво якого було розпочате у 1962 році на місті зруйнованої Троїцької церкви, 5-и платформ, для висадки та посадки пасажирів, та з місця для відстоювання автобусів.
До 2004 року підприємство знаходилось у колективній власності, зараз це приватна власність сумського обласного підприємства автомобільного транспорту.
На початку 21 століття вокзал станції був реконструйований та капітально відремонтований. У 2009 році 1 жовтня на вокзалі було введено в експлуатацію систему продажу квитків АСУ «Автовокзал». Що значно підвищило рівень якості обслуговування пасажирів за рахунок зменшення черг до кас та надання додаткових послуг. Однією з яких була продаж квитків у зворотному напрямку. Вона стала можливою після підключення вокзалу
до тереториальної комп'ютерної мережі автостанцій 15 грудня 2009 року.